# Talp daurat de Duthie
El talp daurat de Duthie (Chlorotalpa duthieae) és una espècie de talp daurat endèmica de Sud-àfrica. Els seus hàbitats naturals són els boscos humits de terres baixes tropicals o subtropicals, sabanes humides, terres herbes, terres arables, pastures, plantacions, jardins rurals, àrees urbanes i vegetació introduïda. Està amenaçat per la pèrdua d'hàbitat.